# 香港謝菲聯
香港謝菲聯（Hong Kong Sheffield United）是一支由成都謝菲聯青年軍及後備球員組成的香港甲組足球聯賽球隊，借用東莞市聯華足球俱樂部在香港足球總會原有的會籍，於2008年成立。
香港謝菲聯屬於香港足球總會競賽會員，按例需要贊助香港足球總會的一項比賽。他們冠名贊助的比賽是香港足總盃，定名為「謝菲聯足總盃」。

## 球員不足
謝菲聯曾因派出不足夠球員，而遭到香港足球總會發信警告。球隊在季內曾有多場比賽需要由其他位置的球員客串擔任守門員。

## 參看
- 成都謝菲聯足球俱樂部